# Ėteri Tutberidze
Ėteri Georgievna Tutberidze (in russo  Этери Георгиевна Тутберидзе?; Mosca, 24 febbraio 1974) è un'ex danzatrice su ghiaccio e allenatrice di pattinaggio su ghiaccio russa.
Ha allenato, tra gli altri, la campionessa olimpica a squadre del 2014 e campionessa europea e vice campionessa mondiale del 2014 Julija Lipnickaja, la due volte campionessa mondiale e vice campionessa olimpica del 2018 Evgenija Medvedeva, la campionessa olimpica del 2018 e campionessa mondiale del 2019 Alina Zagitova, la due volte campionessa mondiale juniores e vice campionessa olimpica del 2022 Aleksandra Trusova e la campionessa olimpica del 2022 e campionessa mondiale del 2021 Anna Ščerbakova.

## Vita personale
Ėteri Tutberidze è nata il 24 febbraio 1974 a Mosca da padre georgiano e madre di origine russa e armena. È la quinta di cinque figli e ha tre sorelle e un fratello maggiori. Sua madre era ingegnere presso il Ministero delle costruzioni agricole e suo padre lavorava alla fonderia della Zavod imeni Lichačëva e doveva fare i doppi turni per riuscire a mantenere la numerosa famiglia.
Ha studiato all'Accademia di Educazione Fisica di Malachovka e si è diplomata in coreografia All'Istituto di Arte Contemporanea.
Ha una figlia, Diana Davis, nata il 16 gennaio 2003 a Las Vegas che pratica danza su ghiaccio.

## Carriera come pattinatrice
Tutberidze iniziò a pattinare all'età di quattro anni e mezzo dopo aver visto alcuni bambini allenarsi sulla pista di pattinaggio dello Stadio dei Giovani Pionieri, il complesso sportivo dove la madre aveva accompagnato il fratello maggiore.
Inizialmente si allenò nel pattinaggio artistico individuale sotto la guida di Evgenija Zelikova e Edouard Pliner, ma dopo essersi infortunata riportando una frattura vertebrale si orientò verso la danza su ghiaccio. Nel corso degli anni si allenò con diversi allenatori: inizialmente fu per due anni allieva di Lidia Kabanova, quindi passò al gruppo di Elena Čajkovskaja che le fece fare coppia con Vjačeslav Čičekin. Quando Čajkovskaja decise di smettere di allenare si unì per un breve tempo al gruppo di Natal'ja Liničuk, che però aveva molti allievi e non riusciva a dedicare abbastanza tempo a tutti. Tutberidze decise allora di cambiare di nuovo allenatore e si rivolse a Gennadij Akkerman, che la allenò per i successivi tre anni e le fece formare coppia con Aleksej Kiljakov finché quest'ultimo emigrò negli Stati Uniti.
Durante la stagione 1991-1992 si allenò con la celebre Tat'jana Tarasova, quindi accettò un'offerta per esibirsi in alcuni spettacoli su ghiaccio negli Stati Uniti. Per circa tre anni viaggiò per il paese esibendosi con gli Ice Capades, quindi si stabilì a San Antonio, in Texas, dove aprì una propria scuola di pattinaggio su ghiaccio insieme a Nikolaj Apter, suo partner di pattinaggio durante gli spettacoli.

## Carriera come allenatrice

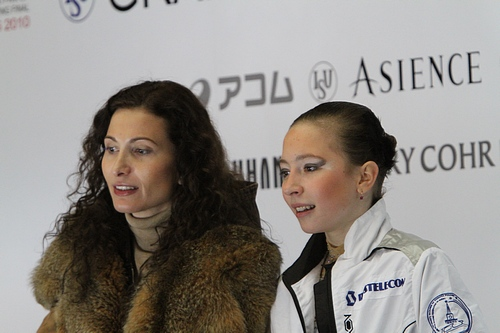
Ėteri Tutberidze insieme a Polina Šelepen alla Finale Grand Prix juniores nel dicembre 2010

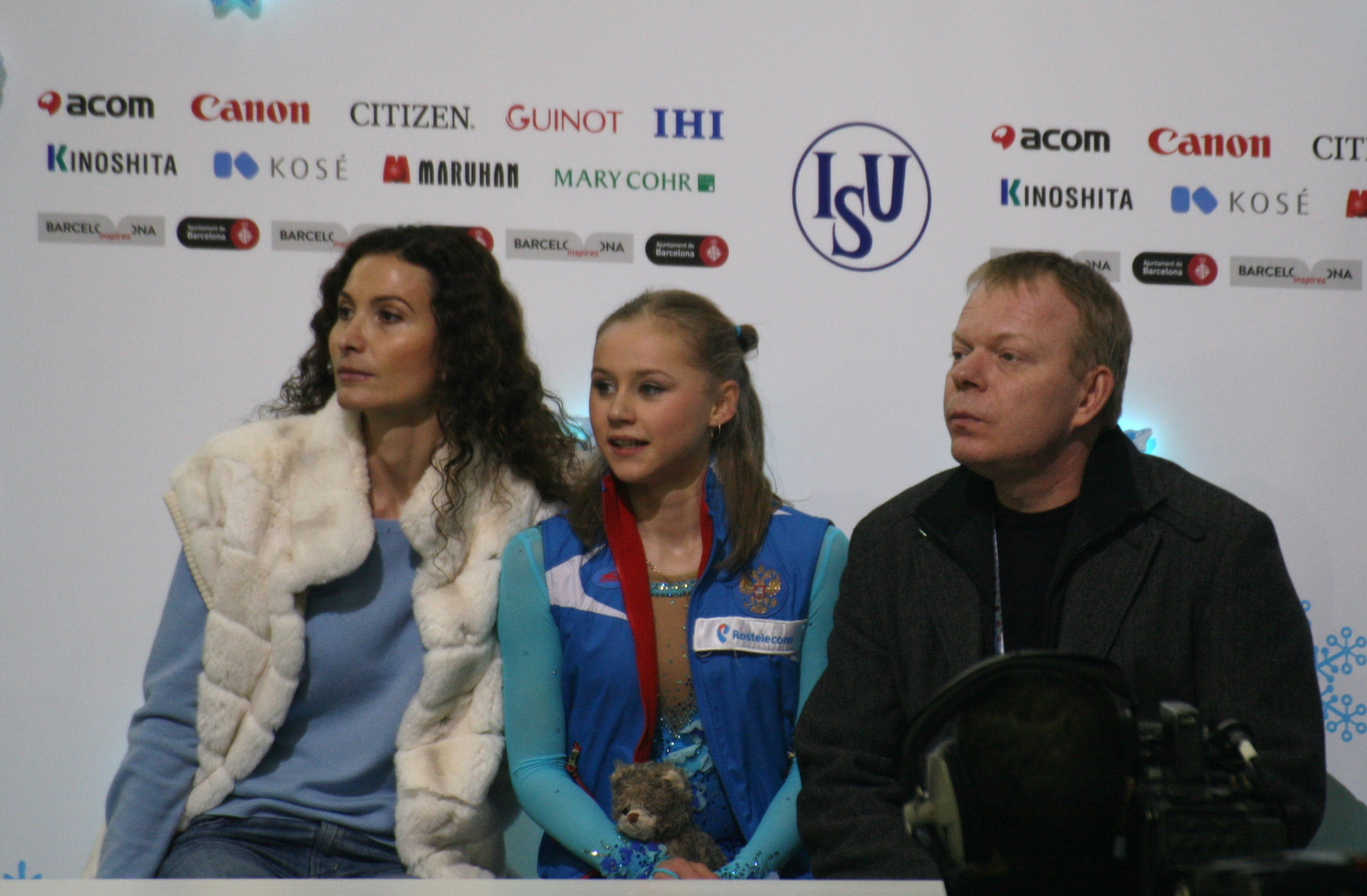
Tutberidze con Serafima Sachanovič e Sergej Dudakov alla Finale Grand Prix juniores del 2014

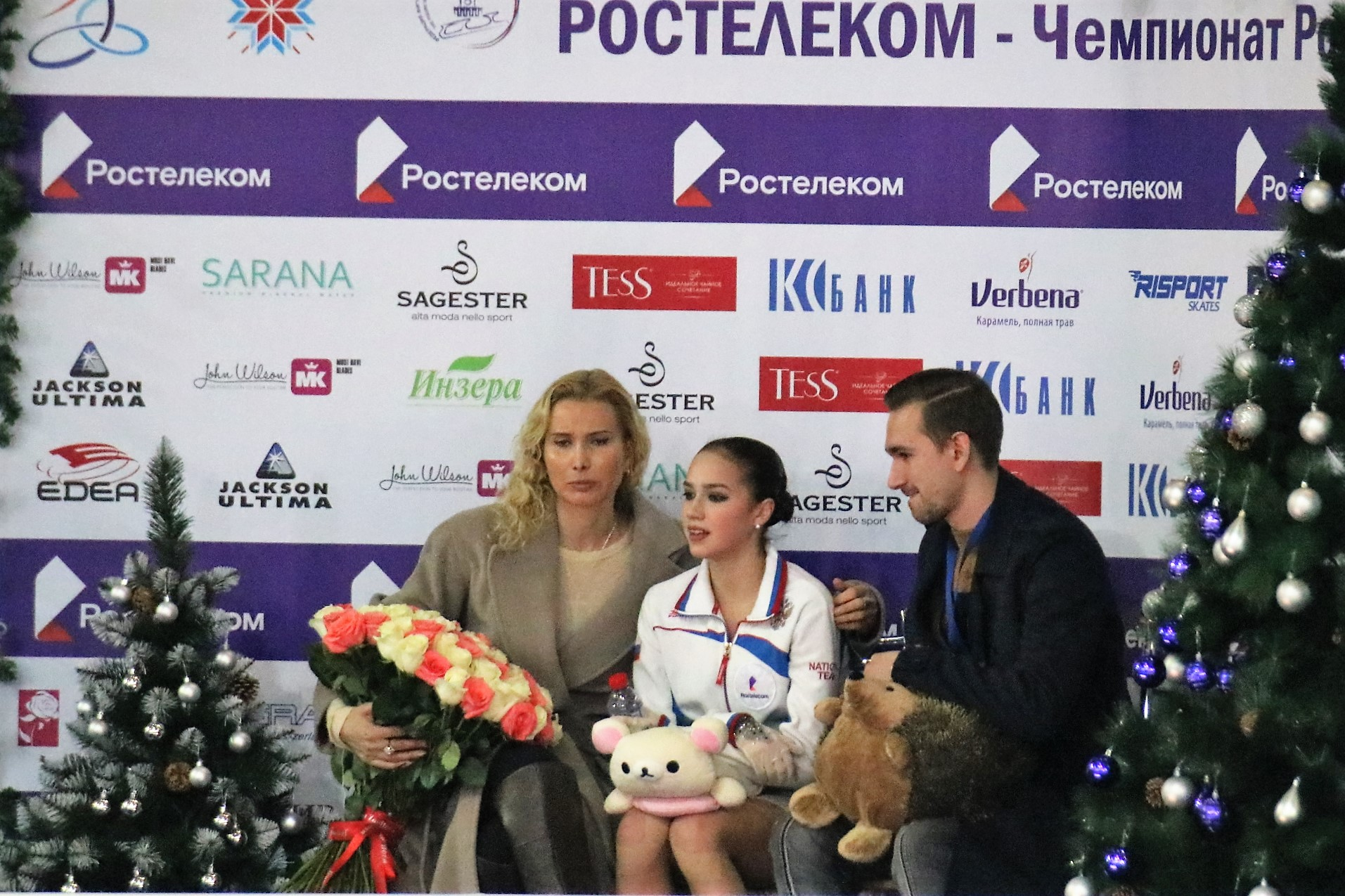
Tutberidze con Alina Zagitova e Daniil Glejchengauz ai campionati nazionali russi a dicembre 2018

Dopo un periodo come allenatrice a San Antonio Tutberidze iniziò a sentire nostalgia di casa e decise di tornare a Mosca. Inizialmente ebbe difficoltà a trovare un posto fisso e lavorò come allenatrice in diversi impianti di Mosca, tra cui uno nel quartiere di Brateevo, uno a Zelenograd e uno a Serebrjany dove tra gli altri iniziò a lavorare con Polina Šelepen, futura vincitrice di due medaglie d'argento in Finali Grand Prix juniores. La pista di Serebrjany però era principalmente destinata all'hockey e il tempo a disposizione per gli allenamenti di pattinaggio su ghiaccio era di solo un'ora e mezza al giorno, così quando ne ebbe la possibilità si trasferì nella pista della scuola Sambo 70, dove divenne direttrice tecnica e iniziò a collaborare con l'allenatore Sergej Dudakov e il coreografo Daniil Glejchengauz.
I primi risultati importanti come allenatrice vennero grazie a Julija Lipnickaja, che nel 2009 si era trasferita da Ekaterinburg a Mosca appositamente per allenarsi con lei, che nel 2014 vinse la medaglia d'oro ai Campionati europei di pattinaggio di figura, la medaglia d'argento ai Campionati mondiali e contribuì a fare vincere alla Russia l'oro olimpico nella prova a squadre alle Olimpiadi di Soči.
Tra i suoi allievi è possibile citare
- Polina Šelepen, vincitrice di due medaglie d'argento in finali del Grand Prix juniores, allenata fino a luglio 2012
- Julija Lipnickaja, campionessa europea del 2014, vice campionessa mondiale del 2014, Campionessa olimpica nella gara a squadre nel 2014, allenata fino a novembre 2015[9]
- Ad'jan Pitkeev, vice campione mondiale juniores nel 2014 e medaglia d'argento nella Finale Grand Prix juniores nel 2014, allenato fino a marzo 2016
- Evgenija Medvedeva, due volte campionessa mondiale, due volte vincitrice della Finale Grand Prix e vice campionessa olimpica nel 2018, allenata fino a maggio 2018
- Sergej Voronov, vice campione europeo del 2014 e medaglia di bronzo nella Finale Grand Prix della stagione 2014-2015, allenato dal 2013 fino a marzo 2016
- Serafima Sachanovič, vice campionessa mondiale juniores nel 2015 e medaglia d'argento nella Finale Grand Prix juniores, allenata nella stagione 2014-2015
- Polina Curskaja, vincitrice della Finale Grand Prix juniores nella stagione 2015-2016 e oro ai Giochi olimpici giovanili nel 2016
- Dar'ja Pavljučenko, vincitrice dell'oro ai mondiali juniores nel 2018 in coppia con Denis Chodykin
- Alina Zagitova, campionessa olimpica nel 2018, campionessa europea nel 2018 e mondiale nel 2019, campionessa mondiale juniores nel 2017
- Elizabet Tursynbaeva, pattinatrice kazaka vice campionessa mondiale nel 2019 e vice campionessa dei Quattro continenti nel 2019[10]
- Moris Qvitelashvili, pattinatore georgiano che ha partecipato ai Giochi olimpici del 2018 e vincitore della medaglia d'argento alla Rostelecom Cup del 2018
- Aleksandra Trusova, campionessa mondiale juniores nel 2018 e nel 2019, vincitrice della Finale Grand Prix juniores nel 2017 e vicecampionessa olimpica alle olimpiadi di Pechino 2022
- Alëna Kostornaja, vice campionessa mondiale juniores nel 2018 e vincitrice della Finale Grand Prix juniores nel 2018[11]
- Anna Ščerbakova, vice campionessa mondiale juniores nel 2019, oro al Festival olimpico della gioventù europea del 2019, campionessa nazionale russa nel 2019, campionessa mondiale ai campionati mondiali di pattinaggio di figura, anche campionessa olimpica alle olimpiadi di Pechino 2022[12]
- Kamila Valieva, campionessa mondiale Juniores nella stagione 2019/2020 ha anche contribuito all'oro della Russia nella gara a squadre di Pechino 2022
- Aleksej Erochov, oro ai campionati mondiali juniores nel 2018[13]

## Controversie
I metodi di allenamento di Tutberidze sono stati criticati da tifosi, giornalisti e pattinatori, soprattutto in seguito allo scandalo doping di Kamila Valieva alle Olimpiadi di Pechino. Fra i problemi contestati al club Sambo-70 sono l'incoraggiamento della disidratazione e di un regime alimentare sbagliato per mantenere il peso degli atleti il più basso possibile, con il conseguente rischio dell'insorgere di gravi disturbi alimentari. È stato criticato anche il regime di allenamenti di atleti già infortunati. così come il fatto che numerosi studenti di Tutberidze hanno lasciato il pattinaggio a seguito di un grave infortunio prima ancora di compiere 18 anni.
La scuola di Tutberidze ha ricevuto una particolare attenzione ai Giochi olimpici, nel momento in cui è scoppiato il caso Valieva.
Il presidente del CIO Thomas Bach ha espresso preoccupazione per il benessere di Valieva, commentando "[Valieva] è stata accolta dal suo più stretto entourage con quella che sembrava essere una tremenda freddezza, è stato agghiacciante vedere questo, piuttosto che darle conforto, piuttosto che cercare di aiutarla."
Nel 2024 il TAS, rilevando che all'atleta sono state somministrate circa 60 sostanze diverse fra farmaci e integratori nel 2020 e nel 2021, fra cui la trimetazidina, ha squalificato Valieva per un periodo di quattro anni. Tutberidze ha dichiarato di non controllare e di non discutere con i dottori quali medicinali vengono somministrati agli atleti.

## Onorificenze

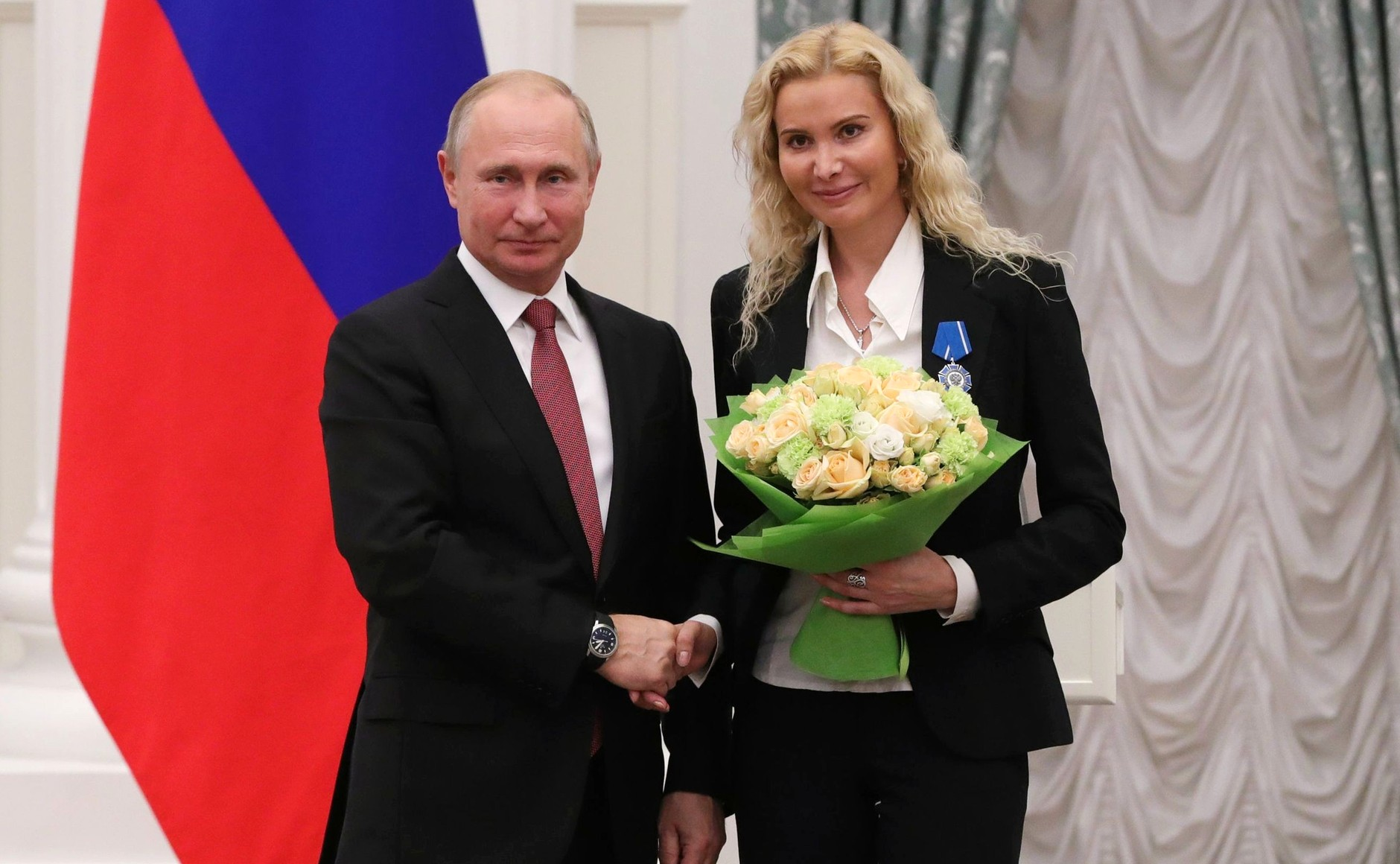
Il presidente russo Vladimir Putin e Ėteri Tutberidze, alla cerimonia per l'assegnazione dell'Ordine d'onore.